# Fissoarchaeoglobigerina
Fissoarchaeoglobigerina, en ocasiones erróneamente denominado Fissoarchaeglobigerina, es un género de foraminífero planctónico considerado un sinónimo posterior de Archaeoglobigerina de la familia Rugoglobigerinidae, de la superfamilia Globotruncanoidea, del suborden Globigerinina y del orden Globigerinida. Su especie tipo era Fissoarchaeoglobigerina aegyptiaca. Su rango cronoestratigráfico abarcaba el Maastrichtiense (Cretácico superior).

## Descripción
Fissoarchaeoglobigerina incluía especies con conchas trocoespiraladas, globulares, de trocospira baja a plana; sus cámaras eran globulares, creciendo en tamaño de manera rápida; sus suturas intercamerales eran rectas e incididas; su contorno era lobulado; su periferia era redondeada, con banda imperforada bordeada por dos carenas muy poco desarrolladas; su ombligo era muy amplio, ocupando un cuarto del diámetro de la concha; su abertura principal era interiomarginal, umbilical, con el área umbilical protegida por una tegilla gruesa; la tegilla presentaba aberturas accesorias proximales o distales; presentaba aberturas suplementarias suturales en el lado espiral; presentaba pared calcítica hialina, perforada con poros cilíndricos, y superficie pustulosa, rugosa o costulada; las pústulas pueden fusionarse en rugosidades o costillas irregulares.

## Discusión
El género Fissoarchaeoglobigerina no ha tenido mucha difusión entre los especialistas. Aunque había sido propuesta con anterioridad, la descripción de la especie tipo terminó siendo publicada después de la definición del género, momento en el que pudo considerarse como especie válida de acuerdo al Art. 13(a) del ICZN y como especie tipo válido de Fissoarchaeoglobigerina por monotipia según el Art. 68(c) del ICZN. Algunos autores han considerado Fissoarchaeoglobigerina un sinónimo subjetivo posterior de Archaeoglobigerina. Las diferencias propuestas fueron la presencia en Fissoarchaeoglobigerina de aberturas suplementarias en las suturas del lado espiral y de una tegilla más masiva. Sin embargo, la tegilla masiva puede ser resultado de calcificación diagenética y las aparentes aberturas suplementarias efecto de disolución diagenética, lo que hace que Fissoarchaeoglobigerina pueda ser invalidado. Clasificaciones posteriores incluirían Fissoarchaeoglobigerina en la superfamilia Globigerinoidea.

## Paleoecología
Fissoarchaeoglobigerina, como Archaeoglobigerina, incluía especies con un modo de vida planctónico, de distribución latitudinal cosmopolita, preferentemente subtropical a templada, y habitantes pelágicos de aguas superficiales (medio epipelágico). 

## Clasificación
Fissoarchaeoglobigerina incluía a la siguiente especie:
- Fissoarchaeoglobigerina aegyptiaca †